# Richie Unterberger
Richie Unterberger (* 1962) je americký novinář, hudební kritik a autor několika knih o hudbě. S publicistikou začínal u časopisu Op, později pracoval pro Option. Od roku 1993 pracuje pro AllMusic. Pracoval také pro Mojo, Record Collector, Rolling Stone nebo Oxford American a další. Je také autorem několika cestopisů.

## Publikace
Seznam není kompletní.
- 1998: The Rough Guide to Seattle
- 1998: Unknown Legends of Rock'n'Roll
- 1999: The Rough Guide to Music USA
- 2000: Urban Spacemen & Wayfaring Strangers: overlooked innovators and eccentric visionaries of '60s Rock
- 2002: Turn! Turn! Turn!: the '60s Folk-Rock revolution
- 2003: Eight Miles High: Folk-Rock's flight from Haight-Ashbury to Woodstock
- 2006: The Unreleased Beatles: music and film
- 2009: White Light/White Heat: Velvet Underground den po dni
- 2011: Won't Get Fooled Again: The Who from Lifehouse to Quadrophenia